# Arroyo de la Encomienda
Arroyo de la Encomienda è un comune spagnolo di 9 590 abitanti situato nella comunità autonoma di Castiglia e León.